# Nathan Sharpe
Nathan Sharpe (ur. 26 lutego 1978 w Wagga Wagga) – australijski rugbysta grający w drugiej linii młyna, kapitan reprezentacji kraju, trzykrotny uczestnik Pucharu Świata i jego dwukrotny medalista, zwycięzca Pucharu Trzech Narodów, dwukrotny mistrz świata juniorów, działacz sportowy.

## Kariera klubowa
W młodości trenował futbol australijski. Po przeprowadzce do Gold Coast uczęszczał do The Southport School, gdzie w latach 1994–1995 występował w pierwszej drużynie rugby (początkowo na pozycji wiązacza, a następnie jako wspieracz) oraz pierwszej ósemce wioślarskiej tej szkoły pełniąc jednocześnie rolę kapitana w obu tych dyscyplinach.
Grał następnie w klubie University of Queensland RFC i w roku 1997 otrzymał nagrodę dla najlepszego juniora w stanie. Częścią seniorskiego składu Queensland Reds był od 1996 roku, debiut zaliczył zaś dwa lata później, zdobył wówczas również wyróżnienie dla nowicjusza sezonu. W stanowych barwach grał do roku 2005 zaliczając 87 występów, w ostatnim z nich otrzymując przyznawany przez samych graczy Medal Pileckiego.
W kwietniu 2005 roku ogłosił, iż od kolejnego sezonu dołączy do nowo utworzonego zespołu Western Force, którego został mianowany kapitanem. W jego barwach zadebiutował w otwierającym sezon 2006 meczu i do roku 2012 był stałym punktem zespołu.
W 2011 roku pobił rekord George'a Gregana w liczbie występów w Super Rugby, a karierę klubową zakończył na 162 meczach w tych rozgrywkach, wynik ten przekroczył trzy lata później Keven Mealamu. Został wybrany kapitanem w zespole dekady Force, a jego nazwiskiem zostało nazwane wyróżnienie dla najlepszego zawodnika drużyny.

## Kariera reprezentacyjna
Otrzymywał powołania do stanowych reprezentacji U-15, U-16 i U-18, a w 1995 roku także do kadry Australian Schoolboys. W latach 1996–1997 grał w reprezentacji U-19, zaś w latach 1997–1999 w reprezentacji U-21, w ostatnim z nich jako kapitan. Wystąpił w trzech edycjach MŚ U-21, z każdej z nich przywożąc medal.
Na debiut w seniorskiej reprezentacji czekał – dodawszy do masy ciała dwadzieścia kilogramów – do roku 2002, a jego forma dała mu wówczas wyróżnienie dla nowicjusza roku. W kolejnych latach stał się stałym punktem kadry, barierę pięćdziesięciu testmeczów osiągając już we wrześniu 2006 roku.
Zagrał w trzech edycjach Pucharu Świata. W 2003 zagrał we wszystkich siedmiu meczach, a australijska reprezentacja uległa w finale Anglikom. Podczas Pucharu Świata 2007 wystąpił w czterech meczach, a Australijczycy odpadli z turnieju w ćwierćfinale. Znalazł się także w trzydziestce wytypowanej przez Robbie'ego Deansa na Puchar Świata w Rugby 2011, gdzie zagrał w czterech spotkaniach, a w wygranym z Walią pojedynku o brązowy medal osiągnął barierę stu testmeczów. Wśród sukcesów Sharpe'a znalazł się także triumf w Pucharze Trzech Narodów 2011.
W latach 2002–2012 rozegrał zatem łącznie 116 testmeczów dla australijskiej reprezentacji, także jako kapitan – po jednym w 2004 i 2005 roku oraz w drugiej części sezonu 2012.
Czterokrotnie otrzymał Medal for Excellence przyznawany przez australijskie stowarzyszenie zawodowych rugbystów (Rugby Union Players Association), zaś dwukrotnie John Eales Medal dla najlepszego australijskiego reprezentanta według samych kadrowiczów.

## Varia
- Żonaty z Jessicą, dwóch synów – Cooper i Franklin Charles[70].
- Ukończył studia na University of Queensland z tytułem Bachelor of Science z dziedziny Human Movement[3].
- Pracował na dyrektorskim stanowisku w SES Labour Solutions – firmie rekrutacyjnej z branży górniczej[71][3].
- Wykorzystywany był w roli komentatora telewizyjnego i eksperta[72][73][74][75].
- Był ambasadorem Northern Territory Rugby Union[76], a także członkiem zarządu Rugby Union Players' Association i Queensland Rugby Union[77][78].